# Liga A1 de Vóley 2005-06
La Liga Argentina de Voleibol 2005-06 fue la décima edición de esta competencia nacional de clubes y se inició el 30 de octubre de 2005 con el partido entre Boca Juniors y Social Monteros, y finalizó el 23 de abril de 2006 con el partido final entre Club de Amigos y Rosario Sonder, que coronó al equipo capitalino como campeón nacional por primera vez.
Social Monteros, campeón defensor que en la anterior temporada tuvo el patrocinio de Swiss Medical y participó como Swiss Medical Morteros, perdió dicho patrocinio y, tras la merma en el dinero disponible y la pérdida de figuras como Hugo Conte o el técnico Waldo Kantor, disputó una temporada mala, logró tan solo tres victorias y consecuentemente perdió la categoría.
Previo al inicio de temporada se disputó el nuevo torneo de ACLAV; la Copa ACLAV, torneo donde Rosario Sonder fue campeón.

## Equipos participantes
| Club             | Localidad                     | Temporada 2004-05                            | Camp.                                        | Part.                                        |
| ---------------- | ----------------------------- | -------------------------------------------- | -------------------------------------------- | -------------------------------------------- |
| Alianza Córdoba  | Jesús María, Córdoba          | Cuartos de final (8.°)                       | 0                                            | 3                                            |
| Azul Vóley Club  | Azul, Buenos Aires            | Fase Regular (10.°)                          | 1                                            | 8                                            |
| Boca Juniors     | Ciudad de Buenos Aires        | 2.° (Liga A2)                                | 0                                            | 1                                            |
| Orígenes Bolívar | Bolívar, Buenos Aires         | Finalista (5.°)                              | 2                                            | 3                                            |
| Club de Amigos   | Carmen de Areco, Buenos Aires | Cuartos de final (2.°)                       | 0                                            | 9                                            |
| Gigantes del Sur | Neuquén, Neuquén              | 1.° (Liga A2)                                | 0                                            | 0                                            |
| Misiones Vóley   | Posadas, Misiones             | (Compró la plaza de Conarpesa Caleta Olivia) | (Compró la plaza de Conarpesa Caleta Olivia) | (Compró la plaza de Conarpesa Caleta Olivia) |
| Obras Sanitarias | San Juan, San Juan            | Cuartos de final (4.°)                       | 0                                            | 9                                            |
| River Plate      | Chascomús, Buenos Aires       | Fase Regular (9.°)                           | 1                                            | 9                                            |
| Rosario Sonder   | Rosario, Santa Fe             | Semifinales (1.°)                            | 0                                            | 2                                            |
| Social Monteros  | Monteros, Tucumán             | Campeón (6.°)                                | 1                                            | 6                                            |
| Vélez Sársfield  | Benito Juárez, Buenos Aires   | Semifinales (7.°)                            | 0                                            | 9                                            |

## Copa ACLAV
La Copa ACLAV se jugó íntegramente en pretemporada. Comenzó el 23 de septiembre y finalizó el 15 de octubre. La fase final se jugó en Rosario, Santa Fe donde el local, Rosario Sonder, se proclamó campeón.
| Fecha         | Local          | Resul | Visitante      | Set 1 | Set 2 | Set 3 | Set 4 | Set 5 |
| ------------- | -------------- | ----- | -------------- | ----- | ----- | ----- | ----- | ----- |
| 15 de octubre | Rosario Sonder | 3 - 1 | Misiones Vóley | 25-15 | 25-21 | 17-25 | 25-23 | —     |

## Primera fase, fase regular
Fuente: somosvoley.com.
| Pos. | Equipo                      | PJ | PG | PP | SG | SP | TG   | TP   | Pts |
| ---- | --------------------------- | -- | -- | -- | -- | -- | ---- | ---- | --- |
| 1.°  | Rosario Sonder              | 22 | 19 | 3  | 59 | 17 | 1833 | 1555 | 56  |
| 2.°  | Orígenes Bolívar            | 22 | 19 | 3  | 60 | 21 | 1921 | 1696 | 53  |
| 3.°  | Club de Amigos              | 22 | 17 | 5  | 55 | 27 | 1929 | 1767 | 49  |
| 4.°  | Misiones Vóley              | 22 | 15 | 7  | 53 | 33 | 1955 | 1813 | 43  |
| 5.°  | Alianza Córdoba             | 22 | 10 | 12 | 44 | 40 | 1920 | 1874 | 34  |
| 6.°  | Vélez Sarsfield             | 22 | 11 | 11 | 43 | 45 | 1904 | 1983 | 33  |
| 7.°  | Boca Juniors                | 22 | 10 | 12 | 45 | 49 | 2040 | 2074 | 31  |
| 8.°  | River Plate                 | 22 | 8  | 14 | 40 | 46 | 1912 | 1910 | 30  |
| 9.°  | Gigantes del Sur            | 22 | 10 | 12 | 42 | 51 | 1980 | 1981 | 27  |
| 10.° | Azul Vóley Club             | 22 | 6  | 16 | 26 | 54 | 1659 | 1867 | 18  |
| 11.° | Obras Sanitarias (San Juan) | 22 | 4  | 18 | 18 | 59 | 1585 | 1852 | 12  |
| 12.° | Social Monteros             | 22 | 3  | 19 | 19 | 62 | 1651 | 1917 | 10  |

|  |                                             |
|  | Clasificados a cuartos de final.            |
|  | Juega la serie por la Permanencia.          |
|  | Descendido a la Liga A2 de Vóley Argentino. |

## Segunda fase; permanencia
Obras Sanitarias (San Juan) - Ferro Carril Oeste (Buenos Aires)
| Fecha         | Local                 | Resultado | Visitante             | Set 1 | Set 2 | Set 3 | Set 4 | Set 5 |
| ------------- | --------------------- | --------- | --------------------- | ----- | ----- | ----- | ----- | ----- |
| 26 de febrero | Obras Sanitarias (SJ) | 3-2       | Ferro                 | 25-16 | 25-23 | 24-26 | 27-29 | 19-17 |
| 5 de marzo    | Ferro                 | 0-3       | Obras Sanitarias (SJ) | 25-22 | 25-20 | 25-18 | —     | —     |

- Obras Sanitarias salvó la categoría.[8]
- Ferro permanece en la Liga A2 de Vóley Argentino.[8]

## Segunda fase, play-offs
|  | Cuartos de final | Cuartos de final | Cuartos de final |                 |     | Semifinales      | Semifinales | Semifinales |  |     | Final          | Final | Final |  |
|  |                  |                  |                  |                 |     |                  |             |             |  |     |                |       |       |  |
|  |                  |                  |                  |                 |     |                  |             |             |  |     |                |       |       |  |
|  | 1.°              | Rosario Sonder   | 3                |                 |     |                  |             |             |  |     |                |       |       |  |
|  | 1.°              | Rosario Sonder   | 3                |                 |     |                  |             |             |  |     |                |       |       |  |
|  | 8.°              | River Plate      | 0                |                 |     |                  |             |             |  |     |                |       |       |  |
|  | 8.°              | River Plate      | 0                |                 | 1.° | Rosario Sonder   | 3           |             |  |     |                |       |       |  |
|  |                  |                  |                  |                 | 1.° | Rosario Sonder   | 3           |             |  |     |                |       |       |  |
|  |                  |                  | 5.°              | Alianza Córdoba | 2   |                  |             |             |  |     |                |       |       |  |
|  | 4.°              | Misiones Vóley   | 5.°              | Alianza Córdoba | 2   | 1                |             |             |  |     |                |       |       |  |
|  | 4.°              | Misiones Vóley   |                  |                 |     |                  |             |             |  |     |                |       |       |  |
|  | 5.°              | Alianza Córdoba  | 3                |                 |     |                  |             |             |  |     |                |       |       |  |
|  | 5.°              | Alianza Córdoba  | 3                |                 |     |                  |             |             |  | 1.° | Rosario Sonder | 2     |       |  |
|  |                  |                  |                  |                 |     |                  |             |             |  | 1.° | Rosario Sonder | 2     |       |  |
|  |                  |                  | 3.°              | Club de Amigos  | 4   |                  |             |             |  |     |                |       |       |  |
|  | 3.°              | Club de Amigos   | 3.°              | Club de Amigos  | 4   | 3                |             |             |  |     |                |       |       |  |
|  | 3.°              | Club de Amigos   |                  |                 |     |                  |             |             |  |     |                |       |       |  |
|  | 6.°              | Vélez Sársfield  | 0                |                 |     |                  |             |             |  |     |                |       |       |  |
|  | 6.°              | Vélez Sársfield  | 0                |                 | 2.° | Orígenes Bolívar | 1           |             |  |     |                |       |       |  |
|  |                  |                  |                  |                 | 2.° | Orígenes Bolívar | 1           |             |  |     |                |       |       |  |
|  |                  |                  | 3.°              | Club de Amigos  | 3   |                  |             |             |  |     |                |       |       |  |
|  | 7.°              | Boca Juniors     | 3.°              | Club de Amigos  | 3   | 0                |             |             |  |     |                |       |       |  |
|  | 7.°              | Boca Juniors     |                  |                 |     |                  |             |             |  |     |                |       |       |  |
|  | 2.°              | Orígenes Bolívar | 3                |                 |     |                  |             |             |  |     |                |       |       |  |
|  | 2.°              | Orígenes Bolívar | 3                |                 |     |                  |             |             |  |     |                |       |       |  |
|  |                  |                  |                  |                 |     |                  |             |             |  |     |                |       |       |  |

El equipo que figura en la primera línea es quien obtuvo la ventaja de localía.
El resultado que figura al lado de cada equipo es la sumatoria de partidos ganados.

### Cuartos de final
Rosario Sonder - River Plate
| Fecha         | Local          | Resultado | Visitante      | Set 1 | Set 2 | Set 3 | Set 4 | Set 5 |
| ------------- | -------------- | --------- | -------------- | ----- | ----- | ----- | ----- | ----- |
| 23 de febrero | Rosario Sonder | 3-1       | River Plate    | 25-20 | 25-20 | 23-25 | 25-22 | —     |
| 25 de febrero | Rosario Sonder | 3-0       | River Plate    | 25-17 | 25-22 | 25-19 | —     | —     |
| 3 de marzo    | River Plate    | 1-3       | Rosario Sonder | 27-25 | 18-25 | 28-30 | 22-25 | —     |

Misiones Vóley - Alianza Córdoba
| Fecha         | Local           | Resultado | Visitante       | Set 1 | Set 2 | Set 3 | Set 4 | Set 5 |
| ------------- | --------------- | --------- | --------------- | ----- | ----- | ----- | ----- | ----- |
| 23 de febrero | Misiones Vóley  | 1-3       | Alianza Córdoba | 21-25 | 25-19 | 22-25 | 23-25 | —     |
| 25 de febrero | Misiones Vóley  | 3-2       | Alianza Córdoba | 21-25 | 26-24 | 24-26 | 25-17 | 15-12 |
| 2 de marzo    | Alianza Córdoba | 3-1       | Misiones Vóley  | 23-25 | 25-23 | 25-22 | 31-29 | —     |
| 5 de marzo    | Alianza Córdoba | 3-0       | Misiones Vóley  | 33-31 | 25-22 | 25-19 | —     | —     |

Club de Amigos - Vélez Sarsfield
| Fecha         | Local           | Resultado | Visitante       | Set 1 | Set 2 | Set 3 | Set 4 | Set 5 |
| ------------- | --------------- | --------- | --------------- | ----- | ----- | ----- | ----- | ----- |
| 23 de febrero | Club de Amigos  | 3-0       | Vélez Sarsfield | 25-17 | 25-21 | 25-14 | —     | —     |
| 25 de febrero | Club de Amigos  | 3-0       | Vélez Sarsfield | 31-29 | 25-18 | 25-17 | —     | —     |
| 3 de marzo    | Vélez Sarsfield | 0-3       | Club de Amigos  | 18-25 | 22-25 | 23-25 | —     | —     |

Orígenes Bolívar - Boca Juniors
| Fecha         | Local            | Resultado | Visitante        | Set 1 | Set 2 | Set 3 | Set 4 | Set 5 |
| ------------- | ---------------- | --------- | ---------------- | ----- | ----- | ----- | ----- | ----- |
| 23 de febrero | Orígenes Bolívar | 3-1       | Boca Juniors     | 22-25 | 25-20 | 25-18 | 25-20 | —     |
| 25 de febrero | Orígenes Bolívar | 3-1       | Boca Juniors     | 25-23 | 19-25 | 25-22 | 25-19 | —     |
| 3 de marzo    | Boca Juniors     | 2-3       | Orígenes Bolívar | 25-21 | 19-25 | 17-25 | 26-24 | 11-15 |

### Semifinales
Rosario Sonder - Alianza Córdoba
| Fecha       | Local           | Resultado | Visitante       | Set 1 | Set 2 | Set 3 | Set 4 | Set 5 |
| ----------- | --------------- | --------- | --------------- | ----- | ----- | ----- | ----- | ----- |
| 16 de marzo | Rosario Sonder  | 2-3       | Alianza Córdoba | 23-25 | 25-22 | 24-26 | 25-17 | 9-15  |
| 18 de marzo | Rosario Sonder  | 3-2       | Alianza Córdoba | 25-16 | 24-26 | 20-25 | 25-18 | 15-13 |
| 24 de marzo | Alianza Córdoba | 1-3       | Rosario Sonder  | 25-23 | 21-25 | 23-25 | 21-25 | —     |
| 26 de marzo | Alianza Córdoba | 3-0       | Rosario Sonder  | 25-22 | 26-24 | 25-19 | —     | —     |
| 30 de marzo | Rosario Sonder  | 3-1       | Alianza Córdoba | 23-25 | 25-23 | 25-16 | 25-18 | —     |

Orígenes Bolívar - Club de Amigos
| Fecha       | Local            | Resultado | Visitante        | Set 1 | Set 2 | Set 3 | Set 4 | Set 5 |
| ----------- | ---------------- | --------- | ---------------- | ----- | ----- | ----- | ----- | ----- |
| 17 de marzo | Orígenes Bolívar | 1-3       | Club de Amigos   | 26-24 | 16-25 | 24-26 | 20-25 | —     |
| 19 de marzo | Orígenes Bolívar | 3-0       | Club de Amigos   | 25-18 | 25-15 | 25-18 | —     | —     |
| 23 de marzo | Club de Amigos   | 3-2       | Orígenes Bolívar | 21-25 | 21-25 | 25-18 | 25-22 | 15-12 |
| 25 de marzo | Club de Amigos   | 3-2       | Orígenes Bolívar | 25-19 | 21-25 | 25-14 | 23-25 | 15-12 |

### Final
Rosario Sonder - Club de Amigos
| Fecha       | Local          | Resultado | Visitante      | Set 1 | Set 2 | Set 3 | Set 4 | Set 5 |
| ----------- | -------------- | --------- | -------------- | ----- | ----- | ----- | ----- | ----- |
| 6 de abril  | Rosario Sonder | 2-3       | Club de Amigos | 25-22 | 18-25 | 24-26 | 25-20 | 13-15 |
| 9 de abril  | Rosario Sonder | 3-0       | Club de Amigos | 25-18 | 25-19 | 25-22 | —     | —     |
| 13 de abril | Club de Amigos | 3-2       | Rosario Sonder | 25-18 | 21-25 | 34-32 | 24-26 | 15-13 |
| 16 de abril | Club de Amigos | 0-3       | Rosario Sonder | 20-25 | 18-25 | 23-25 | —     | —     |
| 20 de abril | Rosario Sonder | 0-3       | Club de Amigos | 31-33 | 20-25 | 13-25 | —     | —     |
| 23 de abril | Club de Amigos | 3-1       | Rosario Sonder | 25-23 | 20-25 | 25-17 | 26-24 | —     |

Campeón
Club de Amigos
Primer título

## Estadísticas
| Más puntos anotados      | Más puntos anotados | Más puntos anotados | Más puntos anotados |
| Jugador                  | Equipo              | Puntos              |                     |
| ------------------------ | ------------------- | ------------------- | ------------------- |
| Lucas Matías Chávez      | Alianza Córdoba     | 294                 |                     |
| Diego Escobar            | Boca Juniors        | 268                 |                     |
| Leonardo Figueiredo      | Gigantes del Sur    | 254                 |                     |
| Fabio Paranhos Marcelino | Rosario Sonder      | 253                 |                     |
| Lucas Gregoret           | Vélez Sarsfield     | 252                 |                     |
| Joelson Pereira Barbosa  | Gigantes del Sur    | 236                 |                     |
| Rodrigo Juliani          | Misiones Vóley      | 235                 |                     |
| Santiago Darraidou       | Orígenes Bolívar    | 225                 |                     |
| Rodrigo Villalba         | Vélez Sarsfield     | 221                 |                     |
| Luis Gorosito            | Vélez Sarsfield     | 218                 |                     |

| Máximos bloqueadores       | Máximos bloqueadores | Máximos bloqueadores | Máximos bloqueadores |
| Jugador                    | Equipo               | Puntos               |                      |
| -------------------------- | -------------------- | -------------------- | -------------------- |
| Javier Sánchez             | Gigantes del Sur     | 60                   |                      |
| Juan José Valdez           | River Plate          | 53                   |                      |
| Omar Alejandro Zapata      | Alianza Córdoba      | 47                   |                      |
| Matías Zublena             | Misiones Vóley       | 47                   |                      |
| Marcus Osias Macedo Campos | Social Monteros      | 42                   |                      |
| Renato Batista Dos Santos  | Azul Vóley Club      | 41                   |                      |
| Pablo Peralta              | Orígenes Bolívar     | 41                   |                      |
| Nicolás López              | Boca Juniors         | 41                   |                      |
| Gabriel Arroyo             | Orígenes Bolívar     | 35                   |                      |
| Christian Darío Lares      | Club de Amigos       | 33                   |                      |

| Mejores sacadores        | Mejores sacadores | Mejores sacadores | Mejores sacadores |
| Jugador                  | Equipo            | Puntos            |                   |
| ------------------------ | ----------------- | ----------------- | ----------------- |
| Luis Gorosito            | Vélez Sarsfield   | 30                |                   |
| Leonardo Figueiredo      | Gigantes del Sur  | 25                |                   |
| Jean Carlo Badalotti     | Drean Bolívar     | 24                |                   |
| Enrique Valeri Nievas    | Alianza Córdoba   | 21                |                   |
| Gabriel Arroyo           | Drean Bolívar     | 20                |                   |
| Rodrigo Juliani          | Misiones Vóley    | 18                |                   |
| Lucas Gregoret           | Vélez Sarsfield   | 18                |                   |
| Santiago Darraidou       | Orígenes Bolívar  | 17                |                   |
| Fabio Paranhos Marcelino | Rosario Sonder    | 17                |                   |
| Lucas Matías Chávez      | Alianza Córdoba   | 16                |                   |